# MY Le Ponant
Le Ponant hay MY Le Ponant là một chiếc du thuyền sang trọng chuyên được sở hữu hoàn toàn bởi công ty CMA CGM và hoạt động dưới sự điều hành và thương hiệu của Compagnie du Ponant, thuộc Pháp. Tàu chở được 67 khách trong 32 cabin sang trọng cùng với nhiều dịch vụ khác. Tàu được đóng xong vào năm 1991 bởi công ty đóng tàu SFCN tại Pháp.

## Hoạt động
Đóng xong vào năm 1991, tau hoạt động với các chuyến tàu dịch vụ giữa vùng biển Địa Trung Hải và các quốc gia Châu Á như Ấn Độ, Thái Lan,....
Ngày 4 tháng 4 năm 2008, tàu bị hải tặc Somali thu giữ tại vịnh Aden khi đang trong hành trình từ Seychelles về Địa Trung Hải, chuẩn bị cho chuyến đi kế tiếp. Trong thời gian bị thu giữ, tàu không chở hành khách nào nhưng toàn bộ 30 nhân viên trên tàu đều bị bắt làm con tin bao gồm: 1 người Cameroon và Ukrain, 22 người Pháp, và 6 người Philippines. Lực lượng Pháp bao gồm chiến hạm Commandant Bouan và chiếc trực thăng Canadian CH-124 từ HMCS Charlottetown đang hoạt động trong thời điểm con tàu bị thu giữ.
Ngày 12 tháng 4 năm 2008, các thuyền viên được thả ra.
Theo thông tin, thì trực thăng Pháp theo dõi bọn hải tặc từ khu căn cứ quân sự Dijibouti tới ngôi làng thuộc Jaribin. Tư lệnh hải quân và GIGN hoạt động từ tàu khu trực nhỏ Jean Bart và Jeanne d'Arc di chuyển trong khi những t6n hải tặc cố gắng chạy thoát trong sa mạc. Một tên bắn tỉa của băng ướp biển đã bị bắt. Đội biệt kích đã bắt hết tất cả những tên còn lại bao gồm 6 tên. Các quan chức địa phương cho biết đã có ba tên bị thiệt mạng, thêm sáu người khác bị thương, nhưng Pháp phủ nhận về thông tin này. Bộ phận quân đội cũng thu hồi một số tiền chuộc được thanh toán bởi chủ sở hữu con tàu để chuộc lại các thuyền viên. Nhưng tên hải tặc đã được chuyển đến Paris để thẩm vấn và xt1 xử trước tòa.

## Dịch vụ
Tàu chia thành bốn tầng và mỗi tầng được mang cho mình một cái tên khác nhau và các dịch vụ trên thuyền khác nhau.

### Sun Deck
Sun Deck là tầng trên cùng của MY Le Ponant. Ba cột buồm đều đặt tại đây và đồng thời những khách nào có nhu cầu tắm nắng nay ngắm cảnh thì đều có thể lên đây.

### Antigua Deck
Antigua Deck là tầng dưới của Sun Deck. Tầng này chứa 5 phòng 'Antigua Suite' với các dịch vụ đi kèm như:
- Phòng rộng từ 134 đến 165 ft vuông
- Một giường ngủ cỡ king size
- Hoàn toàn máy lạnh
- Quầy bar mimi
- Truyền hình cáp bằng ti vi phẳng
- Bàn trang điểm và một bộ văn phòng phẩm
- Két sắt
- Các sản phẩm vệ sinh của Pháp
- Các vật dụng cá nhân cần thiết và máy sấy tóc,....
- Điện thoại vệ tinh
- Phích cắm chuyên dụng 110/220 V
- Wifi miễn phí

Ngoài ra, Antigua Deck còn bao gồm một nhà hàng Le Diamant chuyên phục vụ các món ăn Pháp có thể chứa tới 67 khách. Các thiết bị dụng cụ an toàn của tàu và khoang lái cũng được đặt tại vị trí này.

### Saint-Barth Deck
Các dịch vụ tất yếu cho một chuyến đi đều dược đặt tại đây, ngay trên khoang Saint Barth Deck. Khoang này bao gồm một nhà hàng ngoài trời chuyên phục vụ cho các buổi ăn sáng hay chiều với các tiệc buffet. Đồng thời có bậc thang ở cuối tàu phục vụ cho nhu cầu tham quan đất liền của khách. Ngoài ra, còn có khu vực sảnh chính, quầy tiếp tân và một khu vực chăm sóc sức khỏe.

### Marie Galant Deck
Tầng dưới cùng toàn bộ được thiết kế phòng ở cho các hành khách. Bao  gồm 27 phòng trong đó có 3 phòng ba người, và 2 phòng có giường cỡ king size. Dưới đây là một số dịch vụ đi kèm:
- Phòng rộng từ 113 đến 145 ft vuông
- Có ba kiểu phòng: phòng có giường king size, 2 giường đơn, và 1 giường đơn và 1 giường đôi
- Quầy bar mini
- Truyền hình cáp bằng ti vi phẳng
- Bàn trang điểm và một bộ văn phòng phẩm
- Két sắt
- Các sản phẩm vệ sinh của Pháp
- Các vật dụng cá nhân cần thiết và máy sấy tóc,....
- Điện thoại vệ tinh
- Phích cắm chuyên dụng 110/220 V
- Wifi miễn phí